# Мартелли, Франческо
Франческо Мартелли (итал. Francesco Martelli; 19 января 1633, Флоренция, Великое герцогство Тосканское — 28 сентября 1717, Рим, Папская область) — итальянский куриальный кардинал и доктор обоих прав. Титулярный архиепископ Коринфа с 9 сентября 1675 по 21 июля 1698. Апостольский нунций в Польше с 20 сентября 1675 по 30 сентября 1680. Секретарь Священной Конгрегации церковного иммунитета с 1 октября 1686 по 27 июля 1691. Секретарь Священной Конгрегации юрисдикционных споров в 1687. Секретарь Священной Конгрегации Священной Консульты с 27 июля 1691 по 17 мая 1706. Латинский титулярный патриарх Иерусалима с 21 июля 1698 по 17 мая 1706. Кардинал-священник с 17 мая 1706, с титулом церкви Сант-Эузебио с 25 июня 1706 по 28 сентября 1717.

## Биография
Родился в 1633 году во Флоренции в знатной тосканской семье, его отцом был сенатор Великого герцогства Тосканского Марко Мартелли. Учился в университете Пизы, окончил его с докторской степенью utroque iure, по каноническому и гражданскому праву.
Во время понтификата Александра VII переехал в Рим, где с 1662 по 1675 год занимал ряд должностей при римской курии. 9 сентября 1675 года избран титулярным архиепископом Коринфа, рукоположение в епископы состоялось 15 сентября, сразу после него Мартелли получил назначение на пост апостольского нунция в Речи Посполитой. Пребывал при дворе Яна Собеского около 5 лет, в 1680 году подал в отставку с поста нунция и вернулся в Рим.
21 июля 1698 года назначен Патриархом Иерусалима. Поскольку в описываемый период Иерусалим принадлежал мусульманам, кафедра Патриарха Иерусалимского носила титулярный характер. 17 мая 1706 года папа Климент XI сделал Франческо Мартелли кардиналом, он получил титул кардинала-священника церкви Сант-Эузебио.
Скончался 28 сентября 1717 года в Риме. Первоначально был похоронен в римской церкви Сант-Агостино, затем его останки были перенесены на родину и перезахоронены во флорентийской церкви Сан-Микеле-э-Гаэтано.